# Genovesa

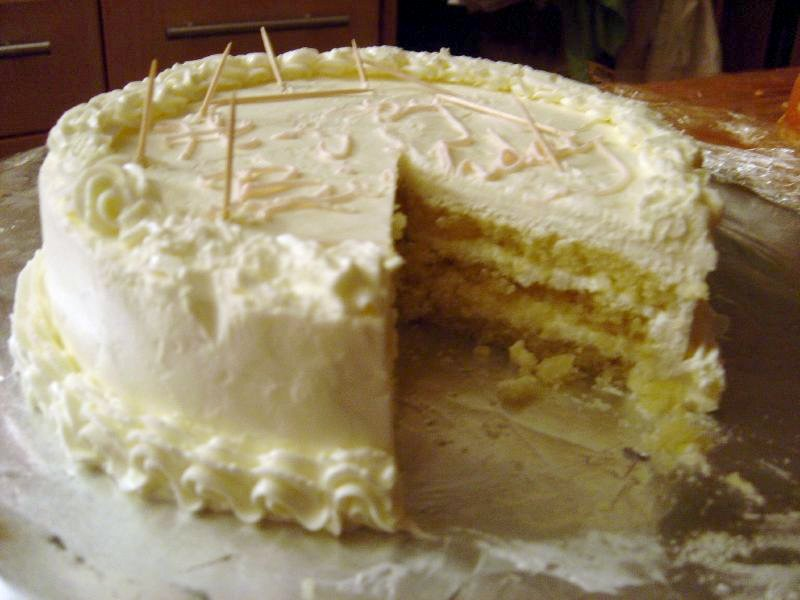
Pastís fet amb fines capes de genovesa xopada amb xarop perfumat amb Grand Marnier i amb cobertura de crema de mantega.

Una genovesa és un bescuit italià batejat en honor de la ciutat de Gènova i estretament lligat a les cuines italiana i francesa. No fa servir cap llevat químic, sinó que empra aire suspès en la pasta durant l'elaboració per a donar-li volum. La genovesa no s'ha de confondre amb el Pa de gènova, que és un pastís d'ametlla, però s'assembla molt en composició i ús bàsic amb el pan di Spagna (‘pa d'Espanya’), un altre bescuit italià.
És un dolç que fa servir ous sencers, a diferència d'altres que baten els rovells i clares per separat. Els ous, i a vegades rovells addicionals, es baten amb sucre i s'escalfen alhora al bany maria o al foc, fins a un estat conegut pels pastissers com a «punt cinta».
 La genovesa sol ser un pastís relativament magre, perquè la majoria del greix prové dels rovells d'ou. Algunes receptes afegeixen mantega fosa abans de l'enfornament.
La genovesa és un element bàsic de molts dolços i pastissos francesos. La pasta sol enfornar-se amb forma de quadrat fi. Un llibre de receptes del 1884 dona una recepta simple per a la genovesa: «Treballar junts vivament en un bol mitja lliura de farina, mitja de sucre i quatre ous: després de cinc minuts de batre bé, afegiu un quart de lliura de mantega fosa. Greixeu una safata de forn quadrada, unteu-hi la pasta i enforneu a foc mitjà fins que es dauri.» Quan acaba l'enfornament la genovesa es pot enrotllar mentre és calenta (per a fer braços de gitano o bûches de Noël) o tallar-se i apilar-se en diversos nivells o folrar un motlle per a emplenar-lo amb unes darreries gelades. S'empren diversos farciments, com ara gelatina, xocolata, fruita, crema de pastisseria i crema muntada. La genovesa es pot enfornar en tires per a fer melindros.
El dolç és notable per la seva textura elàstica i una mica seca, per la qual cosa és freqüent de mullar-ho amb xarops aromatitzats o licors, i sovint se serveix recobert de crema de mantega.
Es pot fer una genovesa de xocolata substituint una part de la farina per cacau en pols, que a vegades s'incorpora en el pastís Sacher.